# Christian Harting

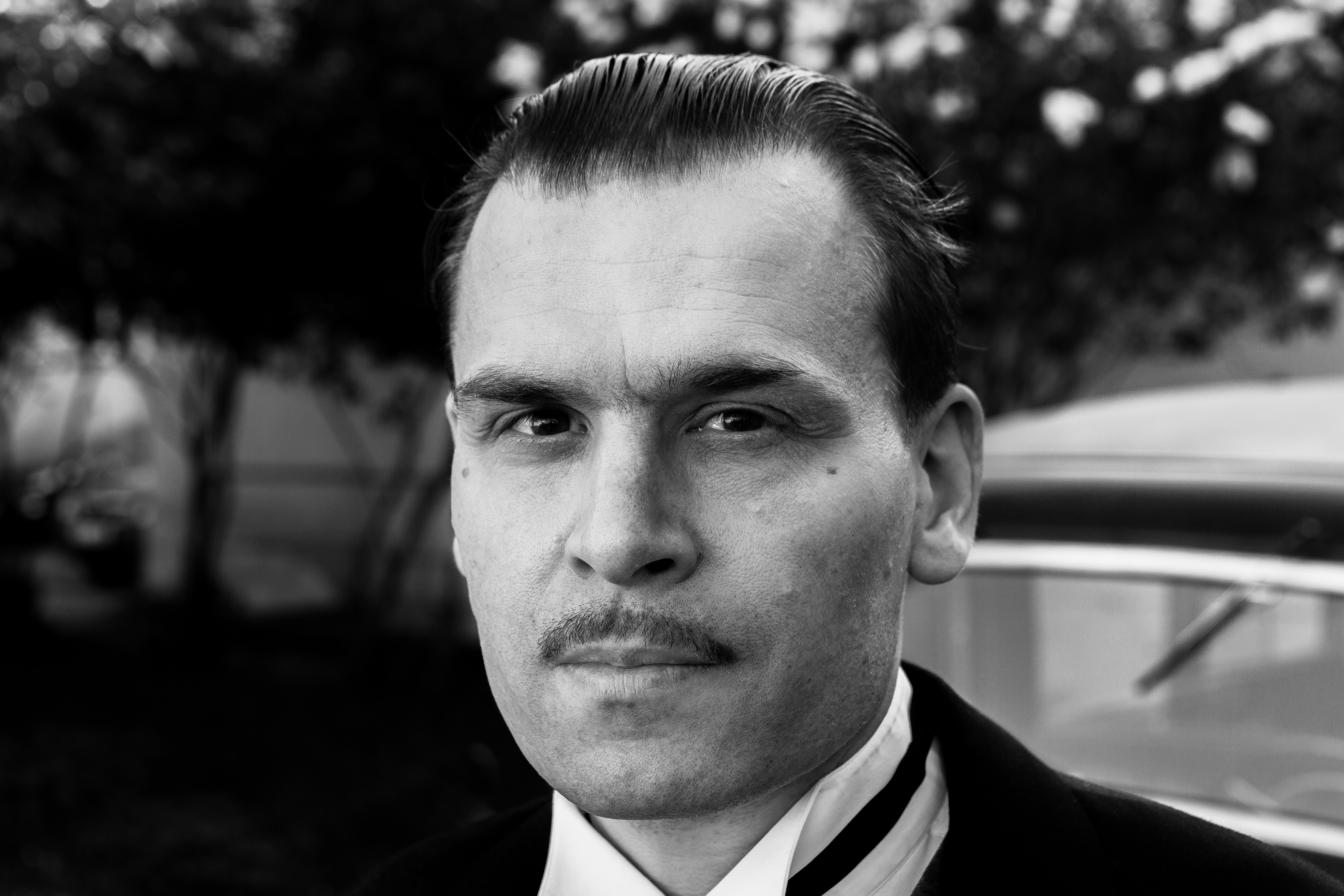
Christian Harting, 2015

Christian Harting (* 1976 in Berlin) ist ein deutscher Schauspieler.

## Leben
Christian Harting absolvierte zunächst ein Medizinstudium an der FU Berlin und nahm anschließend Schauspielunterricht bei Michael Peter und Christine Kostropetsch. Ab 2010 spielte er Nebenrollen in deutschen Spielfilmen und TV-Serien sowie Hauptrollen in zahlreichen Kurzfilmen. Internationale Beachtung erlangte er durch seine Rollen in den zwei Spielfilmen des ungarischen Regisseurs László Nemes Jeles, SS-Offizier Busch in Son of Saul und Otto von König in Sunset. Son of Saul gewann 2015 beim Festival de Cannes den Großen Preis der Jury sowie den FIPRESCI-Preis und 2016 als jeweils Bester fremdsprachiger Film den Golden Globe und den Academy Award. Sunset wurde u. a. mit dem FIPRESCI-Preis der Internationalen Filmfestspiele von Venedig 2018 ausgezeichnet.

## Filmografie
- 2011: Dr. Ketel – Der Schatten von Neukölln (Regie: Linus de Paoli)
- 2012: The lost (Regie: Reynold Reynolds)
- 2012: Wir wollten aufs Meer (Regie: Toke Constantin Hebbeln)
- 2013: WESPEN - Les guêpes (Kurzfilm, Regie: Hannibal Tourette)
- 2013: About:Kate (Arte-TV-Serie, Regie: Janna Nandzik)
- 2014: Quatsch und die Nasenbärbande (Regie: Veit Helmer)
- 2015: Son of Saul Saul fia (Regie: László Nemes Jeles)
- 2016: Courage (Kurzfilm, Regie: Jean-Luc Julien)
- 2016: Die Geliebte des Teufels (Lída Baarová, Regie: Filip Renč)
- 2017: Weisse Stadt (Kurzfilm, Regie: Dani Gal)
- 2018: Datsche (Regie: Lara Hewitt)
- 2018: Sunset (Regie: László Nemes Jeles)
- 2019: Hollywoodtürke
- 2021: A Father’s Job
- 2023: Black Box
- 2023: Bonn – Alte Freunde, neue Feinde (Regie: Claudia Garde)

## Nominierung
- 2017: International Filmmaker Festival of World Cinema BERLIN-Nominierung als Best Lead Actor in a Foreign Language Film für Courage[6]